# Vindula basania
Vindula basania är en fjärilsart som beskrevs av Hans Fruhstorfer 1912. Vindula basania ingår i släktet Vindula och familjen praktfjärilar. Inga underarter finns listade i Catalogue of Life.